# David G. Burnet
David Gouverneur Burnet (14 de abril de 1788 - 5 de diciembre de 1870) fue un militar, empresario y político estadounidense, mexicano y tejano. 
Sirvió a Francisco Miranda en sus acciones por la independencia de la capitanía general de Venezuela de España. Además, ejerció como empresario para la colonización estadounidense de Coahuila y Texas, México. Fue presidente interino de la república de Texas en 1836, negociando el tratado de Velasco que puso fin a la revolución Texana.

## Biografía

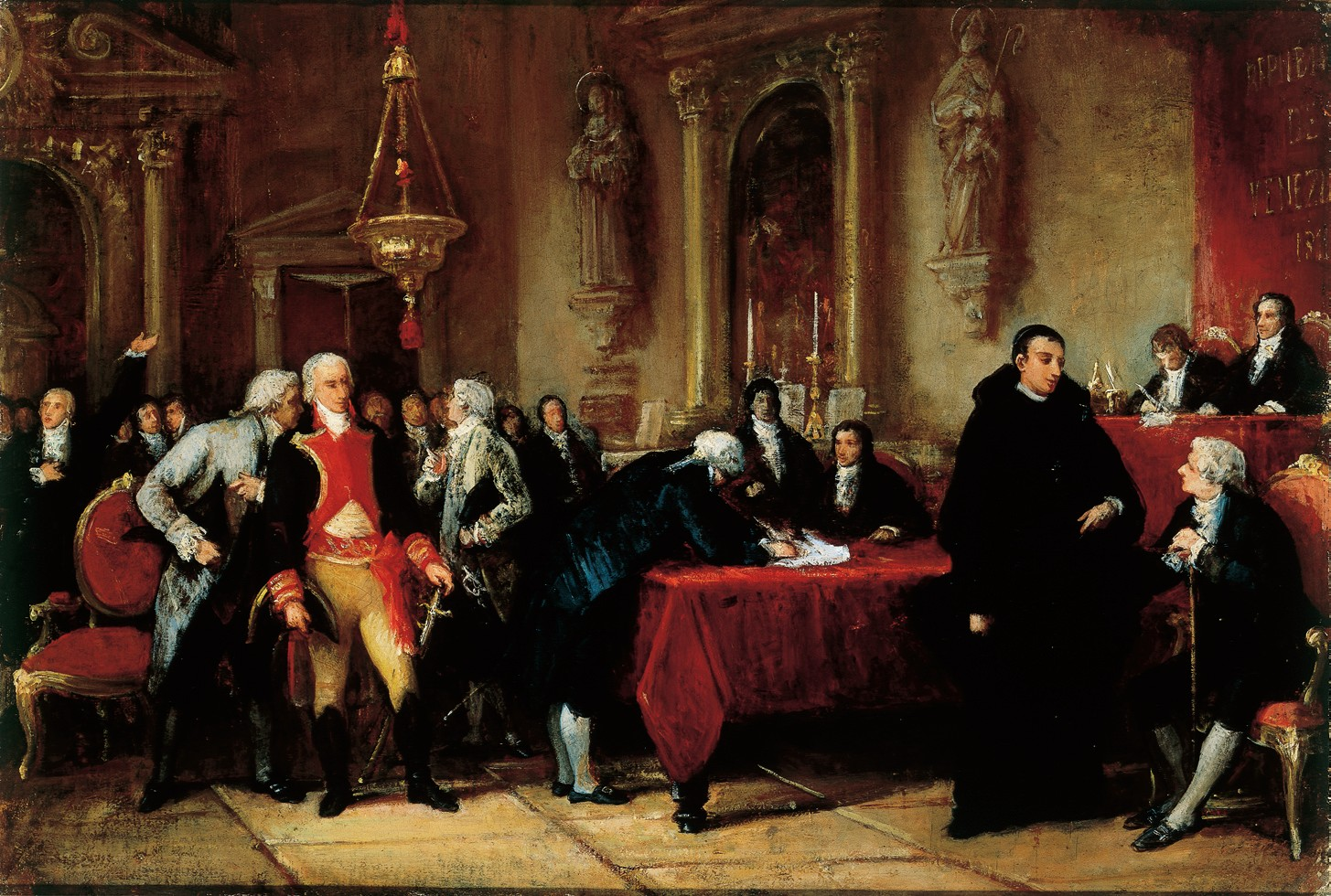
Boceto para la Firma del Acta de Independencia de Venezuela Autor: Martín Tovar y Tovar

Nacido en Newark, EE. UU. en 1788, su padre Dr. William Burnet fue miembro del Congreso Continental. Su hermano Jacob Burnet fue senador de los Estados Unidos y su hermano Isaac fue alcalde de Cincinnati. Quedó pronto huérfano y en 1805 comenzó una carrera como contable de Robinson and Hartshorne (Nueva York). Tras la quiebra de la firma, de la que era accionista, perdió toda su fortuna personal. 

### Junto a Francisco de Miranda, campañas por la independencia hispanoamericana (1806-1818)

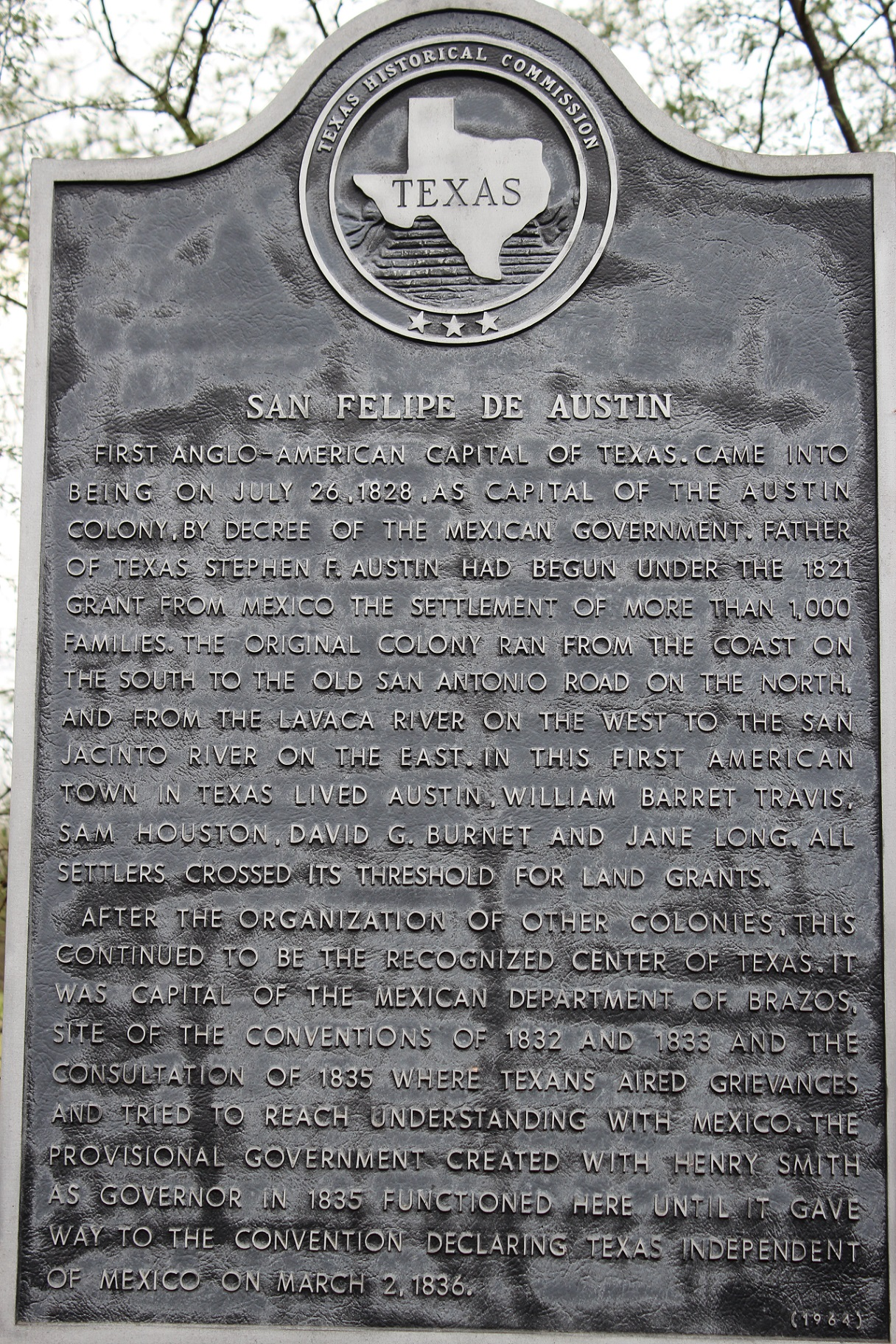
Marcador de San Felipe de Austin

En 1806 se unió como filibustero o mercenario a la fallida expedición apoyada por EE. UU. y Gran Bretaña de Francisco de Miranda para propiciar la independencia del virreinato de Nueva Granada de España. Además participó en acciones para desencadenar los procesos de independencia de las actuales Chile (1807) y Venezuela (1808). Tras la renuncia de Miranda como generalísimo del Triunvirato, regresó a EE. UU. en 1812, trasladándose a Cincinnati (Ohio) junto a sus hermanos para cursar estudios de derecho. 
En 1817 Burnet se estableció como comerciante en Natchitoches (Luisiana, EE. UU.). Por prescripción médica se trasladó a Tejas española, parte de Nueva España, en una época caracterizada por la inestabilidad causada por la independencia de México. Se estableció junto a una población indígena comanche, y en este tiempo conoció a Ben Milam, quien participaría en 1818 en la expedición Long, un intento de invasión de la Tejas española. Regresó a Cincinnati y negoció y logró la liberación de los cautivos tejanos de los comanche, sin que aparentemente estos obtuvieran nada a cambio. Además, dio cuenta del tiempo pasado junto a los comanche en la Literary Gazette.

### Empresarioen Coahuila y Texas, México (1826-1835)
En 1826 abandonó el ejercicio de la abogacía en Cincinnati para unirse colonización estadounidense de Stephen F. Austin en la Tejas mexicana. Burnet se instaló en San Felipe de Austin y trabajó como abogado de los 200 colonos de la ciudad. Además, organizó la primera Escuela Dominical Presbiteriana en Texas ya que se tenía profundas convicciones religiosas. Junto a Ben Milam inició la fallida Western Colonization and Mining Company (1827). Con el apoyo de Lorenzo de Zavala y Joseph Vehlei obtuvo en Saltillo, capital de la Coahuila y Texas mexicana, una concesión como empresario para llevar a 300 familias de colonos de Ohio al noroeste de Nacogdoches, región de los indígenas cheroqui, que revendió a Galveston Bay y Texas Land Company en 1828 con notables beneficios. Se marchó de México y contrajo matrimonio en 1830 con Hannah Estey de Morristown (Nueva Jersey). Regresó nuevamente, fracasando en el intento de obtener una nueva concesión extraordinaria de tierra en Texas con el establecimiento de un aserradero en el río San Jacinto, que vendió finalmente al Dr. Branch T. Archer. 

### Revolución Texana y presidencia interina (1835-1836)

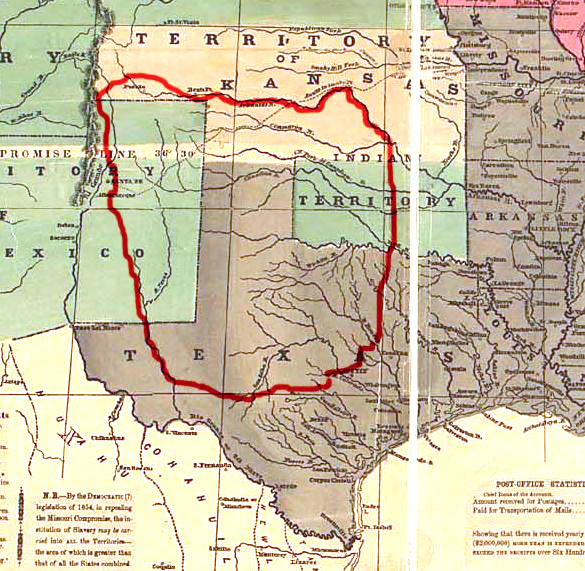
Mapa de la región de la comanchería antes de 1850.

Burnet fue delegado en la Convención de 1833, la expresión del grupo político de los colonos estadounidenses  establecidos en Coahuila y Texas, liderados por Stephen F. Austin, que promovía la secesión de Texas de México para lograr su anexión a EE. UU. Además, fue nombrado primer juez del distrito de Austin y organizó un tribunal en San Felipe. Burnet tuvo un papel determinante en la revolución Texana de 1835 contra el gobierno de Antonio López de Santa Anna. En la Convención de 1836, que desarrolló la Constitución de Texas en marzo de 1836 mientras se libraba la batalla de El Álamo, fue elegido primer presidente interino de la República de Texas. México nunca reconoció a este país, considerándolo un estado títere de EE. UU. Ante la victoria mexicana en El Álamo, Burnet huyó junto al gobierno a Harrisburg (actualmente Houston, Texas), llevándose el original de la Declaración de Independencia de Texas. Además, fomentó rumores contra sus adversarios políticos, especialmente contra el jefe del ejército tejano Samuel Houston. Decretó una ley marcial, y un reclutamiento forzoso a los hombres en edad de combatir bajo pena de ser deportado y sus bienes incautados. Solicitó ayuda al general Gaines de Luisiana y EE. UU. evitó un enfrentamiento directo con México con el suministro de armamento bajo la apariencia de donaciones de civiles. Ante el avance del ejército de México, en abril se replegó a la costa de Galveston, huyendo junto a su familia con destino a Luisiana. Con la victoria del ejército de Texas en la batalla de San Jacinto regresó poniendo fin a la guerra con tratado de Velasco firmado con Antonio López de Santa Anna, capturado en la batalla. Los enemigos de Burnet sospecharon de un arreglo monetario con Santa Anna para asegurar su salida segura hacia México. Le sucedió en septiembre de 1836 Samuel Houston como presidente de república de Texas, retomando entonces su carrera de abogado y ejerciendo de terrateniente.  

### Gobierno de Lamar de República de Texas (1838-1841)
En 1838 fue vicepresidente del presidente Mirabeau Buonaparte Lamar, ejerciendo diversos cargos en su gobierno. Participó en las negociaciones fallidas que precedieron a la batalla de Neches así como en la propia batalla (1839). Esta batalla formó parte de las guerras indias de Texas tras las cuales los cheroqui fueron obligados por los tejanos a la migración forzosa a los Territorio Indios Arkansas.  
Ejerció como presidente interino durante la ausencia de Lamar, promoviendo una nueva invasión de México e intrigas políticas. En 1841 se presentó como candidato a la presidencia de la República de Texas, perdiendo nuevamente ante Samuel Houston.  

### Últimos años
Tras el tratado de Guadalupe Hidalgo (1848) por el que EE. UU. se anexionó la República de Texas, Burnet trabajó para el gobernador James Pinckney Henderson. Arrinconado por Houston, regresó a sus fincas, viviendo modestamente sus últimos años en Galveston y falleciendo en 1870. Fue enterrado en el cementerio Magnolia, pero en 1894 sus restos fueron trasladados al cementerio Lakeview de Galveston, donde fue enterrado junto a la tumba de Sidney Sherman . 

## Legado
El condado de Burnet fue nombrado en su honor cuando se formó en 1852, al igual que su asiento de condado. En 1936, el estado erigió una estatua de Burnet en Clarksville. La Escuela Primaria David G. Burnet, en Dallas, recibe su nombre en su honor.